# Tamigalesus
Genre
Tamigalesus est un genre d'araignées aranéomorphes de la famille des Salticidae.

## Distribution
Les espèces de ce genre sont endémiques du Sri Lanka.

## Liste des espèces
Selon World Spider Catalog (version 21.0, 15/02/2020) :
- Tamigalesus fabus Kanesharatnam & Benjamin, 2020
- Tamigalesus munnaricus Żabka, 1988

## Publication originale
- Żabka, 1988 : Salticidae (Araneae) of Oriental, Australian and Pacific regions, III. Annales Zoologici, Warszawa, vol. 41, p. 421-479.